# Natalja Isaczenko
Natalja Aleksandrowna Isaczenko (ros. Наталья Александровна Исаченко; ur. 14 lutego 1979 w Czeremszance) – kazachska biegaczka narciarska. Była uczestniczką Mistrzostw świata w narciarstwie klasycznym w Lahti (2001) i Sapporo (2007), a także igrzysk olimpijskich w Salt Lake City (2002) oraz igrzysk w Turynie (2006).

## Osiągnięcia

### Igrzyska olimpijskie
| Miejsce | Dzień     | Rok  | Miejscowość    | Konkurencja                          | Czas biegu  | Strata      | Zwyciężczyni         |
| ------- | --------- | ---- | -------------- | ------------------------------------ | ----------- | ----------- | -------------------- |
| 49.     | 9 lutego  | 2002 | Soldier Hollow | 15 km stylem dowolnym (start masowy) | 45:51,4 min | +5:57,0 min | Stefania Belmondo    |
| 51.     | 19 lutego | 2002 | Soldier Hollow | sprint stylem dowolnym               |             |             | Julija Czepałowa     |
| 61.     | 16 lutego | 2006 | Pragelato      | 10 km stylem klasycznym              | 32:52,9 min | +5:01,5 min | Kristina Šmigun-Vähi |
| 45.     | 22 lutego | 2006 | Pragelato      | sprint stylem dowolnym               | 2:21,22 min |             | Chandra Crawford     |
| 38.     | 24 lutego | 2006 | Pragelato      | 30 km stylem dowolnym                | 1:30:04,3 h | +7:38,9 min | Kateřina Neumannová  |

### Mistrzostwa świata
| Miejsce | Dzień     | Rok  | Miejscowość | Konkurencja                            | Czas biegu  | Strata       | Zwyciężczyni        |
| ------- | --------- | ---- | ----------- | -------------------------------------- | ----------- | ------------ | ------------------- |
| 29.     | 21 lutego | 2001 | Lahti       | sprint stylem dowolnym                 |             |              | Pirjo Manninen      |
| 56.     | 22 lutego | 2007 | Sapporo     | sprint stylem klasycznym               | 3:17,97 min |              | Astrid Jacobsen     |
| 45.     | 27 lutego | 2007 | Sapporo     | 10 km stylem dowolnym                  | 26:48,9 min | +2:50,5 min  | Kateřina Neumannová |
| 39.     | 3 marca   | 2007 | Sapporo     | 30 km stylem klasycznym (start masowy) | 1:43:39,1 h | +13:52,0 min | Virpi Kuitunen      |

### Zimowa Uniwersjada
| Miejsce | Dzień       | Rok  | Miejscowość | Konkurencja            | Czas biegu  | Strata      | Zwyciężczyni        |
| ------- | ----------- | ---- | ----------- | ---------------------- | ----------- | ----------- | ------------------- |
| 6.      | 18 stycznia | 2003 | Tarvisio    | 5 km stylem klasycznym | 14:50,8 min | +36,4 s     | Swietłana Małachowa |
| 22.     | 20 stycznia | 2003 | Tarvisio    | sprint stylem dowolnym |             |             | Kirsi Perälä        |
| 22.     | 18 stycznia | 2007 | Pragelato   | 5 km stylem dowolnym   | 16:56,6 min | +2:23,6 min | Justyna Kowalczyk   |
| 12.     | 20 stycznia | 2007 | Pragelato   | sprint stylem dowolnym |             |             | Justyna Kowalczyk   |